# 331992 Chasseral
331992 Chasseral è un asteroide della fascia principale. Scoperto nel 2005, presenta un'orbita caratterizzata da un semiasse maggiore pari a 2,2618936 UA e da un'eccentricità di 0,1125766, inclinata di 6,47676° rispetto all'eclittica.